# Oscar Cantoni
Oscar Cantoni (Lenno, 1 september 1950) is een Italiaans geestelijke en een kardinaal van de Rooms-Katholieke Kerk.
Cantoni werd op 28 juni 1975 priester gewijd. Vervolgens was hij werkzaam in pastorale functies; van 2003 tot 2005 was hij vicaris-generaal van het bisdom Como.
Op 25 januari 2005 werd Cantoni benoemd tot bisschop van Crema; zijn bisschopswijding vond plaats op 5 maart 2005. Op 4 oktober 2016 volgde zijn benoeming tot bisschop van Como.
Cantoni werd tijdens het consistorie van 27 augustus 2022 kardinaal gecreëerd. Hij kreeg de rang van kardinaal-priester. Zijn titelkerk werd de Santa Maria Regina Pacis a Monte Verde.